# (22276) Belkin
(22276) Belkin (1982 UH9) – planetoida z grupy pasa głównego asteroid okrążająca Słońce w ciągu 4,26 lat w średniej odległości 2,62 j.a. Odkryta 21 października 1982 roku.